# Amar Laissaoui
Amar Laissaoui (arab. لعمار لعيساوي ;ur. 7 lipca 1995) – algierski zapaśnik walczący w stylu wolnym. Brązowy medalista mistrzostw Afryki w 2020. Mistrz śródziemnomorski w 2016 i trzeci w 2018. Siódmy w mistrzostwach Afryki w 2017 roku.